# O Bem-Amado (série)
O Bem-Amado é uma série de televisão brasileira produzida e exibida pela TV Globo de 22 de abril de 1980 a 9 de dezembro de 1984, em 220 episódios divididos em 5 temporadas.
Adaptação da telenovela homônima exibida em 1973, foi escrita por Dias Gomes e dirigida por Régis Cardoso e Jardel Mello.

## Elenco
- Paulo Gracindo - Odorico Paraguaçu
- Lima Duarte - Zeca Diabo
- Emiliano Queiroz - Dirceu Borboleta
- Ida Gomes - Dorotéia Cajazeira
- Dirce Migliaccio - Judicéia Cajazeira
- Kléber Macedo - Zuleica Cajazeira
- Yara Côrtes - Delegada Chica Bandeira
- Carlos Eduardo Dolabella - Neco Pedreira
- Ângela Leal - Isabel Paraguaçu (Bebel)
- Fátima Freire - Tuca Medrado
- Lutero Luiz - Lulu Gouveia
- Suely Franco - Conchita Paraguaçu
- Rogério Fróes - Vigário
- Juan Daniel - Pepito
- José Santa Cruz - Locutor da rádio de Sucupira